# Charles-Eugène Delaunay
Charles-Eugène Delaunay, född 9 april  1816 i Lusigny-sur-Barse i departementet Aube, död 5 augusti 1872 genom drunkning vid Cherbourg, var en fransk astronom och mekaniker.
Delaunay studerade under Jean-Baptiste Biot och upprätthöll 1841–1848 hans professur vid Sorbonne och utnämndes till professor i högre mekanik vid École polytechnique samt vid Sorbonne. Han invaldes 1855 i Institut de France och kallades 1870 till föreståndare för Parisobservatoriet. Delaunay utmärkte sig inom den rationella mekaniken och studerade månens mekanik som ett specialfall av trekropparsproblemet.
Delauney tilldelades Royal Astronomical Societys guldmedalj 1870 och invaldes som utländsk ledamot av Kungliga Vetenskapsakademien 1871. Hans namn tillhör de 72 som är ingraverade på Eiffeltornet.

## Utmärkelser
Nedslagskratern Delaunay på månen och asteroiden 8688 Delaunay är uppkallade efter honom.